# الأخت زيف
الأخت زيف، واسم الولادة ريفات عارف (من مواليد 1983/1984)، هي معلمة مسيحية باكستانية وناشطة في مجال حقوق المرأة ومحسنة من كوجرانواله، باكستان. وهي مؤسسة مؤسسة زيفانيا لتعليم وتمكين المرأة (ZWEE).